# On Numbers and Games
On Numbers and Games est un livre de mathématiques, en anglais, écrit par John Horton Conway en 1976. Il introduit notamment le concept de nombre surréel et pose les bases de la théorie des jeux partisans. Avec Winning Ways for your Mathematical Plays, ce livre est considéré comme fondateur de la théorie des jeux combinatoires.
Conway indique dans le prologue de la seconde édition (2001) qu'il a écrit ce livre principalement parce que la théorie des nombres surréels commençait à gêner le développement de Winning Ways for your Mathematical Plays, qu'il était alors en train de coécrire avec Elwyn Berlekamp et Richard Guy. En cachette des autres coauteurs, il décida alors d'écrire un livre séparé, et après une semaine de rédaction ininterrompue, On Numbers and Games était prêt.
Le livre est découpé en deux grandes parties, numérotées de façon humoristique zéroième et première partie. La zéroième partie traite des nombres surréels, puis la première partie traite des jeux partisans. Les chapitres de chaque partie sont également numérotés à partir du nombre zéro.

## Chapitres de la zéroième partie
La zéroième partie, intitulée On Numbers..., est composée de 7 chapitres.
- Chapitre 0 : All Numbers Great and Small introduit les définitions des nombres surréels, des opérations d'addition et de multiplication, et donne de premiers exemples de nombres surréels.
- Chapitre 1 : The Class No is a Field montre que la classe No des nombres surréels, munie des opérations d'addition et de multiplication, possède une structure de corps totalement ordonné.
- Chapitre 2 : The Real and Ordinal Numbers montre que les nombres surréels contiennent les nombres réels et aussi les nombres ordinaux.
- Chapitre 3 : The Structure of the General Surreal Number propose des notations pour certains nombres surréels, dont ε0, ε1 qui sont équivalentes aux nombres ordinaux, mais qui sont étendues à des nombres nouveaux, comme ε–1. Ce chapitre introduit aussi la forme normale.
- Chapitre 4 : Algebra and Analysis of Numbers introduit les sommes infinies de nombres surréels et No[i] avec i2 = –1, qui est l'équivalent pour les nombres surréels de la construction des nombres complexes, puis démontre que No[i] est un corps algébriquement clos (et que No est un corps réel clos).
- Chapitre 5 : Number Theory in the Land of Oz est un court chapitre qui définit une notion de nombre entier pour les nombres surréels, les entiers omnifiques (anglais : omnific integers). La classe des entiers omnifiques est notée Oz. Tout nombre surréel est alors une fraction de deux entiers omnifiques.
- Chapitre 6 : The Curious Field On2 introduit les nimbers (qui ne sont pas des nombres surréels), et montre qu'avec les opérations de nim-addition et de nim-multiplication, la classe On2 des nimbers est un corps commutatif.

Cette partie se conclut par un appendice (Appendix to Part Zero), défendant l'idée qu'un formalisme précis n'est pas nécessaire pour définir les nombres surréels dans diverses axiomatiques de type ensembliste telles que l'usuelle ZF n'acceptant que des ensembles ou la moins courante NBG acceptant aussi des classes strictes : ces théories, dès lors qu'elles permettent de définir les ordinaux de Von Neumann, permettent aussi de construire les nombres surréels en utilisant la récurrence transfinie et des codages comme la technique des couples de Kuratowski.

## Chapitres de la première partie
La première partie, intitulée ...and Games, est composée de 10 chapitres.
- Chapitre 7 : Playing Several Games at Once définit formellement les jeux partisans comme une généralisation des nombres surréls. La somme de jeux, le négatif d'un jeu et la relation de comparaison entre les jeux ont les mêmes définitions que pour les nombres surréels.
- Chapitre 8 : Some Games are Already Numbers étudie certains jeux, dont Hackenbush, et montre qu'un nombre surréel s'interprète comme le nombre de coups d'avance que l'un des joueurs possède.
- Chapitre 9 : On Games and Numbers introduit plusieurs concepts pour comparer des jeux complexes, dont la température d'un jeu, le jeu refroidi ou réchauffé par une valeur t, et le thermographe d'un jeu.
- Chapitre 10 : Simplifying Games décrit les simplifications possibles dans les jeux, avec les notions de coups réversibles et d'options dominées, et montre que cela permet d'obtenir la forme la plus simple d'un jeu. La fin du chapitre est consacrée au jeu de Domineering et donne les valeurs de nombreuses positions.
- Chapitre 11 : Impartial Games and the Game of Nim traite le cas particulier des jeux impartiaux, démontre le théorème de Sprague-Grundy, et l'étend au cas des jeux impartiaux avec un nombre infini de positions en utilisant les nimbers généralisés aux ordinaux.
- Chapitre 12 : How to Lose when you Must décrit la théorie des jeux impartiaux en version misère, c'est-à-dire lorsque le joueur qui ne peut plus jouer est cette fois le gagnant. Ce chapitre est très similaire au chapitre Survival in the Lost World de Winning Ways for your Mathematical Plays.
- Chapitre 13 : Animating Functions, Welter's Game and Hackenbush Unrestrained s'attarde en détail sur deux jeux impartiaux particuliers, le jeu de Welter et Hackenbush.
- Chapitre 14 : How to Play several Games at Once in a Dozen Different Ways propose douze combinaisons de règles pour jouer à des sommes de jeu. La théorie des jeux combinatoires classique correspond à l'une de ces douze variantes, et la principale autre variation classique est celle des règles dites misère, où le joueur qui joue en dernier perd.
- Chapitre 15 : Ups, Downs and Bynumbers introduit les fonctions qui associent un jeu à un autre et notamment le cas particulier de la somme ordinale.
- Chapitre 16 : The Long and the Short and the Small revient sur le problème de la comparaison des jeux, et des nombres, et donne une échelle récapitulative de la plupart des nombres ou jeux apparus dans le livre.

## Éditions
- 1re édition : Academic Press, 1976  (ISBN 0-12-186350-6)
- 2e édition : AK Peters, Natick, 2001  (ISBN 1-56881-127-6) (OCLC 45024457) (LCCN 00046927) 242 p.